# Bornano
Il bornano è un idrocarburo biciclico saturo, un monoterpene avente formula molecolare C10H18. È un isomero strutturale di altri noti monoterpeni, come il pinano e e il carano. Il suo scheletro carbonioso è alla base di sostanze naturali importanti come il borneolo (endo-2-norbornanolo) e la canfora (2-norbornanone). Data la sua somiglianza strutturale con quest'ultima, il bornano è noto anche con il nome di canfano.

## Sintesi
Il bornano fu ottenuto per la prima volta per riduzione (dealogenazione), trattando una soluzione di cloruro di bornile con sodio metallico. La riduzione della canfora dovrebbe essere più vantaggiosa, come segnalato per la prima volta dagli scopritori della riduzione di Wolff-Kishner. In questo caso a partire dal chetone si prepara dapprima l'idrazone, che viene fortemente riscaldato con idrossido di potassio o metossido di sodio. Usando come base il tert-butossido di potassio in dimetilsolfossido la riduzione ha potuto essere realizzata già a temperatura ambiente.